# جف دانیل فیلیپس
جف دانیل فیلیپس (انگلیسی: Jeff Daniel Phillips) بازیگر، کارگردان فیلم و فیلم‌نامه‌نویس اهل ایالات متحده آمریکا است. او بابت بازی در نقش غارنشین در تبلیغات شرکت بیمۀ گایکو شهرت دارد.
از فیلم‌ها یا برنامه‌های تلویزیونی که وی در آن نقش داشته است می‌توان به ۳۱، وحشت شیطانی و وست‌ورلد اشاره کرد.